# Бермуди на Светском првенству у атлетици на отвореном 2022.
Бермуди су учествовали на 18. Светском првенству у атлетици на отвореном 2022. одржаном у Јуџину  од 15. до 25. јула петнаести пут. Репрезентацију Бермуда представљао је 1 такмичар који се такмичио у троскоку.,
На овом првенству такмичар Бермуда није освојио ниједну медаљу нити је остварио неки резултат.

## Учесници
Мушкарци:
- Jah-Nhai Perinchief — Троскок

## Резултати

### Мушкарци
| Атлетичар           | Дисциплина | Лични рекорд | Квалификације | Квалификације | Полуфинале | Полуфинале | Финале               | Финале       | Детаљи |
| Атлетичар           | Дисциплина | Лични рекорд | Резултат      | Место         | Резултат   | Место      | Резултат             | Место        | Детаљи |
| ------------------- | ---------- | ------------ | ------------- | ------------- | ---------- | ---------- | -------------------- | ------------ | ------ |
| Jah-Nhai Perinchief | Троскок    | 17,03        | 16,38         | 13. у гр. Б   |            |            | Није се квалификовао | 22 / 27 (29) |        |